# Don's Plum
Don's Plum è un film del 1995 diretto da R.D. Robb.
La pellicola è stata girata in bianco e nero nel 1995.

## Trama
Un gruppo di adolescenti di Los Angeles si incontrano, ogni giorno, nel loro locale di ritrovo per discutere di donne, sesso e delle disavventure capitate nelle loro miserabili vite.

## Distribuzione
Produzione indipendente, il film è stato presentato mediante una proiezione privata nel giugno 1996 ma quando successivamente il regista decise di distribuirlo pubblicamente, Tobey Maguire si oppose e richiese di bloccare la distribuzione nazionale del film. Trovò successivamente l'appoggio dell'amico Leonardo DiCaprio e mediante vie legali, ottenne il divieto di uscita negli Stati Uniti. Il film venne comunque distribuito in Europa nel 2001.